# 姫路文学館
姫路文学館（ひめじぶんがくかん）は、兵庫県姫路市にある姫路市立の文学館。

## 概要
1991年（平成3年）に播磨地方縁の文学者達の資料の収集を目的に姫路市によって北館が開館、1996年（平成8年）に南館が開館した。安藤忠雄設計の施設は現代建築の秀作として知られており、姫路城にも近接していることから、海外の観光ツアーのコースにしばしば組み込まれる。初代館長は中西進、その後は上田正昭を経て、現館長は藤原正彦。平成3年、国土交通省から「手づくり郷土賞」（素材部門部門）を受賞した。2015年（平成27年）6月8日から改装工事に入り、2016年（平成28年）7月30日にリニューアルオープンした。
日本博物館協会会員館。兵庫県博物館協会加盟館。全国歴史民俗系博物館協議会加盟館。博物館法に基づく兵庫県教育委員会登録博物館である。指定管理者制度を採用せず、姫路市教育委員会の直営である。
ひょうごっ子ココロンカード、どんぐりカード、姫路市高齢者福祉優待カードの対象施設になっている。対象者はカードを提示すれば常設展の入場が無料となる。

## 事業
毎年、企画展および特別展を4～5回開催している。
純文学系の展示のほか、「ぞうのエルマー絵本原画展」（2023年）、「とびだせ！長谷川義史展」（2022年）など児童書ジャンルの展示も行っている。
ほか、現館長にちなんで2015年に藤原正彦エッセイコンクールを創設し、以後継続して主催している。受賞作品は公式サイトにて公開されている。

## 施設
北館
- 播磨曼荼羅 - 半円形の壁面に、播磨の文化を古代から幕末までを紹介
- 文人展示室 - 椎名麟三、和辻哲郎、阿部知二、初井しづ枝、三上参次、辻善之助、井上通泰、有本芳水、岸上大作の作品と生涯を紹介
- 講堂（230席）
- 閲覧室

南館
- 司馬遼太郎記念室
- 映像展示室 - 150インチスクリーン
- 図書室

望景亭
市内の実業家濱本八治郎の別邸として大正時代に竣工した和風建築で、日本庭園と茶室を備える。賀陽宮恒憲王が一時期居住していたことから皇族がしばしば訪れる施設であり、庭園には三笠宮崇仁親王が植えたしだれ桜がある。建物の名称は、裏千家十五世千宗室が命名したもの。
和室、茶室
、廊下
、棟門
、石垣
は国の登録有形文化財に登録されている。

## 建築概要
北館
- 設計 - 安藤忠雄
- 竣工 - 1991年
- 構造 - 鉄骨鉄筋コンクリート造（地上3階、地下1階）
- 延床面積 - 3,815m2

南館
- 設計 - 安藤忠雄
- 竣工 - 1996年
- 構造 - 鉄筋コンクリート造（地上2階、地下1階）
- 延床面積 - 2,533m2

望景亭
棟門、玄関（唐破風）、大広間（40畳）、応接間、茶室「雄徳庵」、月見の池
- 竣工 - 大正時代初期

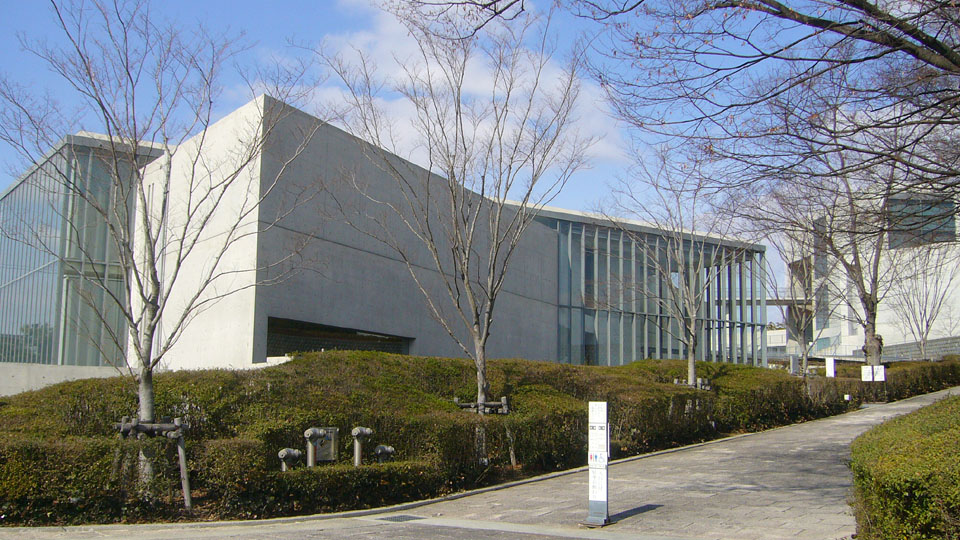
南館
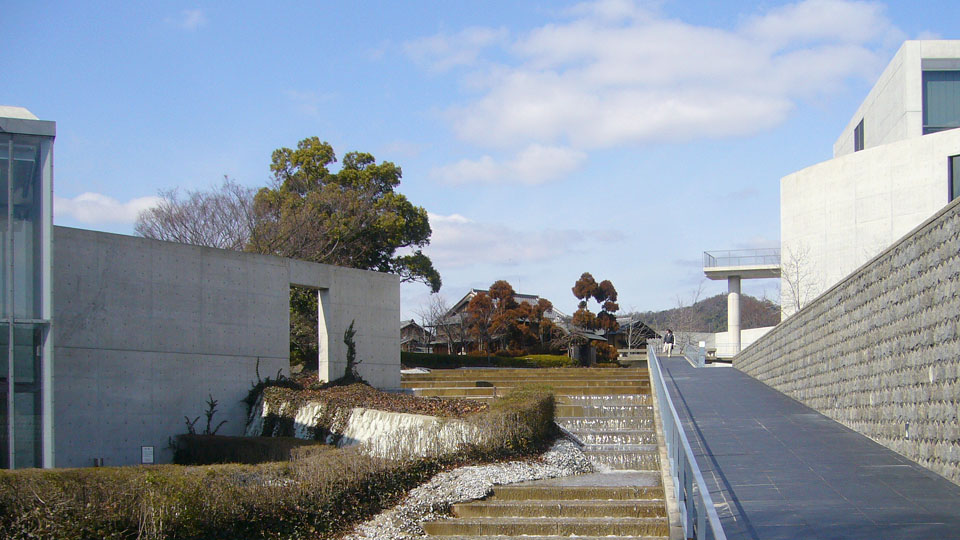
親水エリア
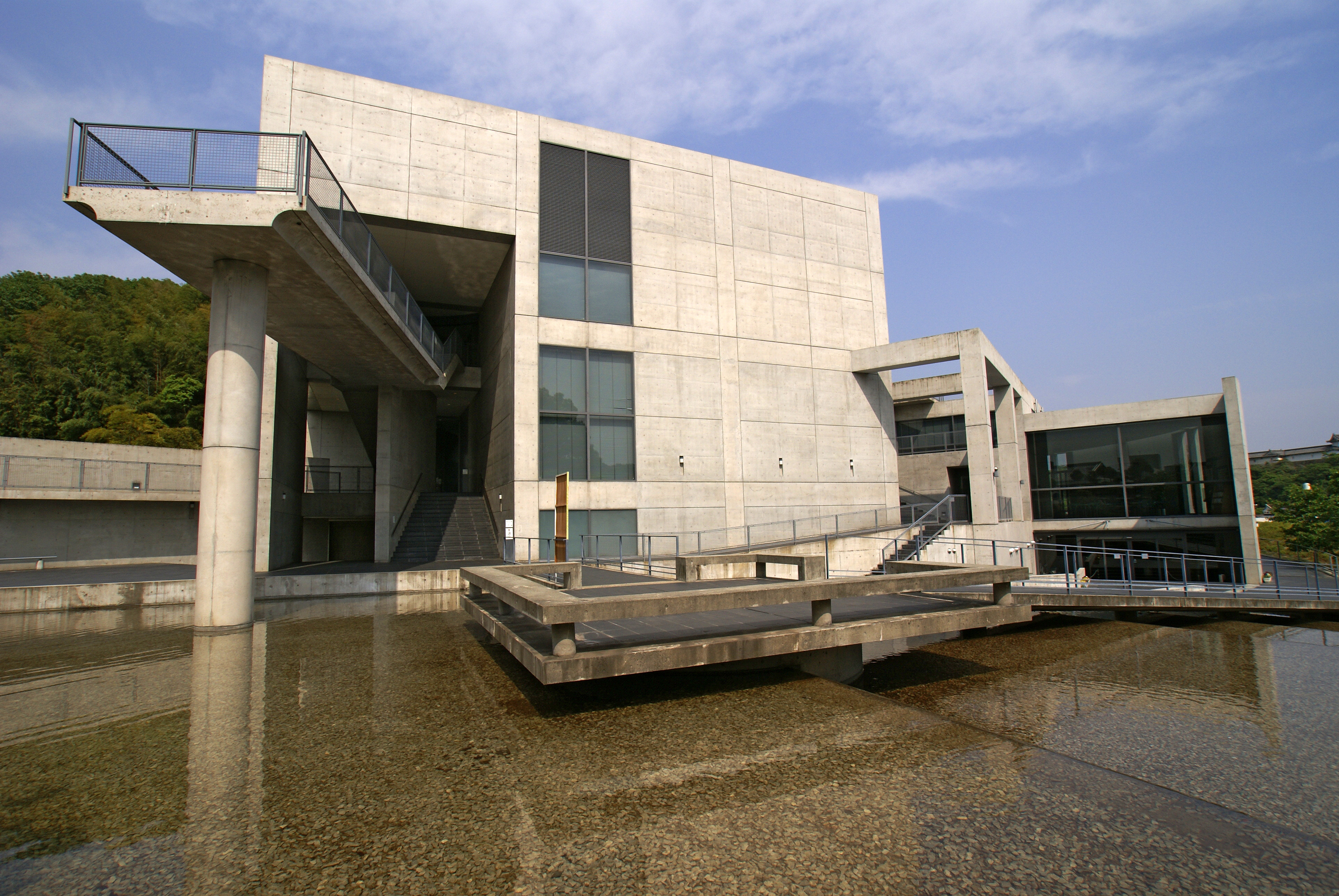
北館

## 交通アクセス
- JR 姫路駅 徒歩20分
- 山陽電車 山陽姫路駅 徒歩20分

## 周囲情報
- 姫路城
- 好古園
- 兵庫県立歴史博物館
- 姫路市立美術館
- 日本城郭研究センター
- シロトピア記念公園
- 男山・男山八幡宮・千姫天満宮
- 白川神社
- 兵庫県立大学姫路新在家キャンパス（旧旧制姫路高等学校キャンパス）